# Grammy Award alla miglior canzone rock
Il Grammy Award per la miglior canzone rock (Grammy Award for Best Rock Song) è un premio Grammy istituito nel 1992, per premiare le migliori canzoni di genere rock.
Il riconoscimento è conferito agli autori dei testi. Spesso la canzone premiata è stata registrata o pubblicata l'anno precedente la premiazione.

## Vincitori e candidati

### Anni 1990
- 1992

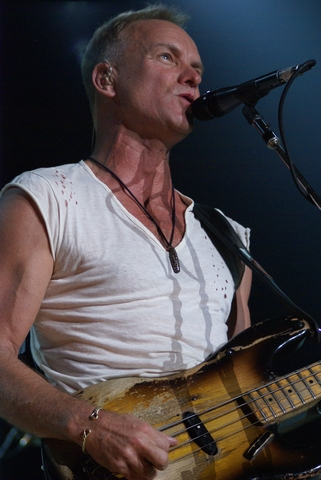
Sting, il primo a ricevere questo premio nel 1992.

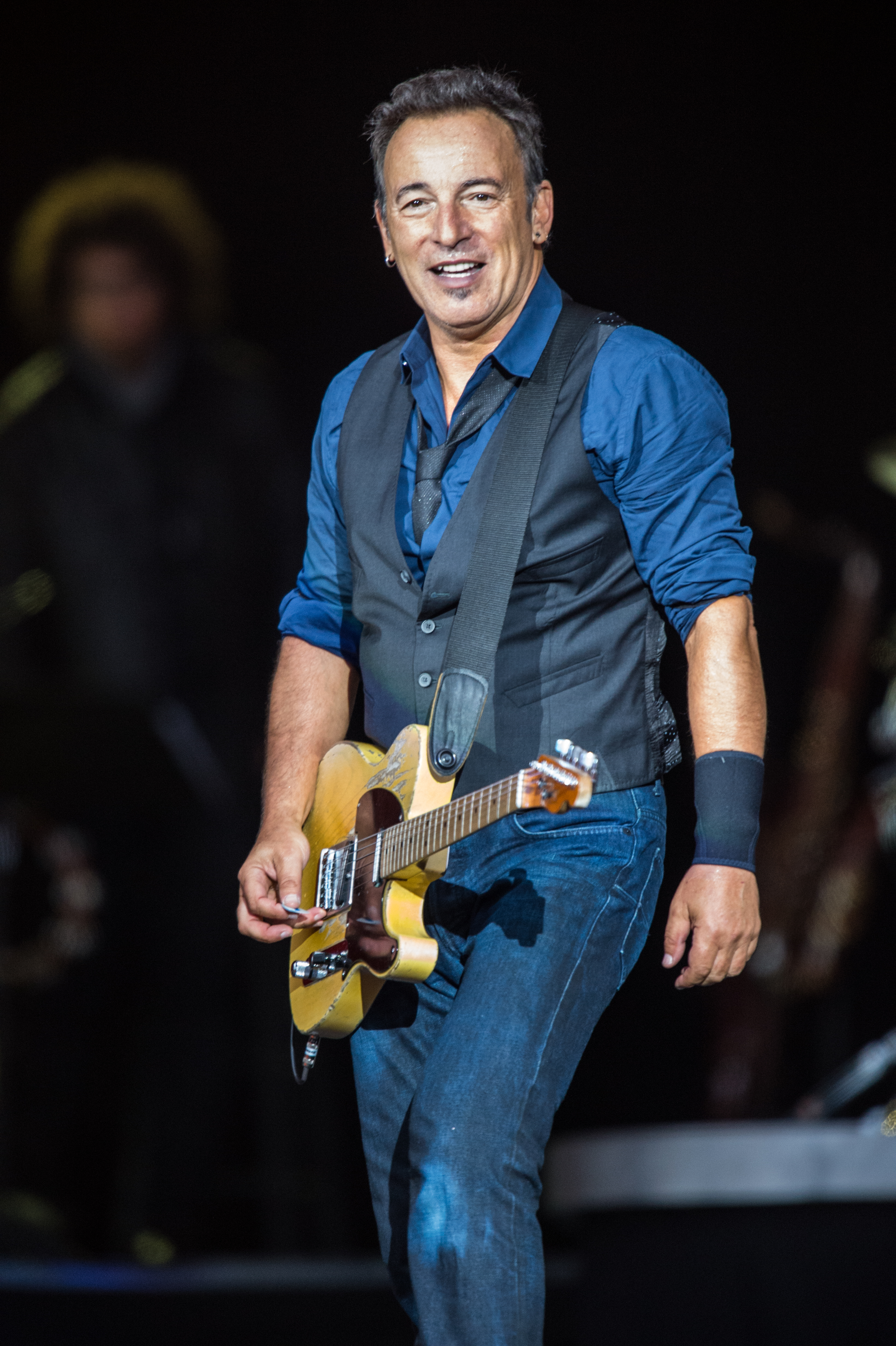
Bruce Springsteen ha ricevuto 4 premi, in questa categoria, su 9 candidature.

  - The Soul Cages, scritta da Sting, eseguita da Sting
  - Can't Stop This Thing We Started, scritta da Bryan Adams e Robert Lange, eseguita da Bryan Adams
  - Been Caught Stealing, scritta da Eric Avery e Perry Farrell, eseguita da Jane's Addiction
  - Enter Sandman, scritta da Kirk Hammett, James Hetfield e Lars Ulrich, eseguita da Metallica
  - Learning to Fly, scritta da Tom Petty, eseguita da Tom Petty and the Heartbreakers
  - Silent Lucidity, scritta da Chris DeGarmo, eseguita da Queensrÿche
- 1993
  - Layla (Unplugged version), scritta da Eric Clapton e Jim Gordon, eseguita da Eric Clapton
  - Digging in the Dirt, scritta da Peter Gabriel, eseguita da Peter Gabriel
  - Smells Like Teen Spirit, scritta da Kurt Cobain, eseguita da Nirvana
  - Jeremy, scritta da Eddie Vedder e Jeff Ament, eseguita da Pearl Jam
  - Human Touch, scritta da Bruce Springsteen, eseguita da Bruce Springsteen
- 1994
  - Runaway Train, scritta da Dave Pirner, eseguita da Soul Asylum
  - Cryin', scritta da Steven Tyler, Joe Perry e Taylor Rhodes, eseguita da Aerosmith
  - Livin' on the Edge, scritta da Tyler Perry e Mark Hudson, eseguita da Aerosmith
  - Are You Gonna Go My Way, scritta da Lenny Kravitz e Craig Ross, eseguita da Lenny Kravitz
  - I'd Do Anything for Love (But I Won't Do That), scritta da Jim Steinman, eseguita da Meat Loaf
- 1995
  - Streets of Philadelphia, scritta da Bruce Springsteen, eseguita da Bruce Springsteen
  - Come to My Window, scritta da Melissa Etheridge, eseguita da Melissa Etheridge
  - I'm the Only One, scritta da Melissa Etheridge, eseguita da Melissa Etheridge
  - All Apologies, scritta da Kurt Cobain, eseguita da Nirvana
  - Black Hole Sun, scritta da Chris Cornell, eseguita da Soundgarden
- 1996
  - You Oughta Know, scritta da Glen Ballard ed Alanis Morissette, eseguita da Alanis Morissette
  - Dignity, scritta da Bob Dylan, eseguita da Bob Dylan
  - Hurt, scritta da Trent Reznor, eseguita da Nine Inch Nails
  - Hold Me, Thrill Me, Kiss Me, Kill Me, scritta da Bono, eseguita da U2
  - Downtown, scritta da Neil Young, eseguita da Neil Young
- 1997
  - Give Me One Reason, scritta da Tracy Chapman, eseguita da Tracy Chapman
  - Too Much, scritta da Dave Matthews Band, eseguita da Dave Matthews Band
  - Stupid Girl, scritta da Garbage, eseguita da Garbage
  - Cry Love, scritta da John Hiatt, eseguita da John Hiatt
  - Wonderwall, scritta da Noel Gallagher, eseguita da Oasis
  - 6th Avenue Heartache, scritta da Jakob Dylan, eseguita da The Wallflowers
- 1998
  - One Headlight, scritta da The Wallflowers, eseguita da Jakob Dylan
  - Criminal, scritta da Fiona Apple, eseguita da Fiona Apple
  - Bitch, scritta da Meredith Brooks e Shelly Peiken, eseguita da Meredith Brooks
  - Crash into Me, scritta da Dave Matthews, eseguita da Dave Matthews Band
  - The Difference, scritta da Jakob Dylan, eseguita da The Wallflowers
- 1999
  - Uninvited, scritta da Alanis Morissette, eseguita da Alanis Morissette
  - Have a Little Faith in Me, scritta da John Hiatt, eseguita da John Hiatt
  - Celebrity Skin, scritta da Billy Corgan, Eric Erlandson e Courtney Love, eseguita da Hole
  - Closing Time, scritta da Dan Wilson, eseguita da Semisonic
  - Bitter Sweet Symphony, scritta da Richard Ashcroft, Mick Jagger e Keith Richards, eseguita da The Verve

### Anni 2000
- 2000

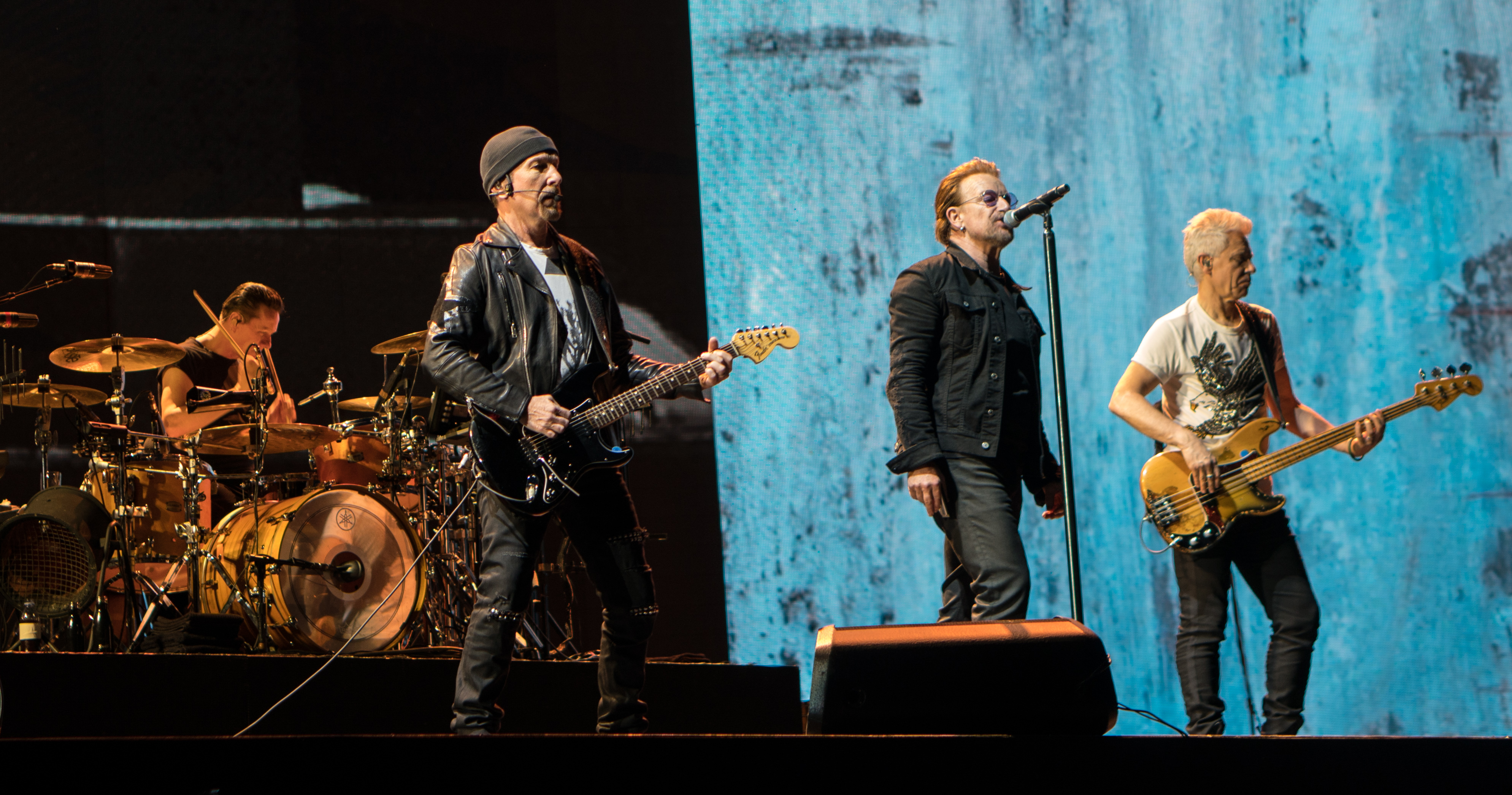
I membri degli U2 hanno vinto questo premio 2 volte: nel 2005 e nel 2006.

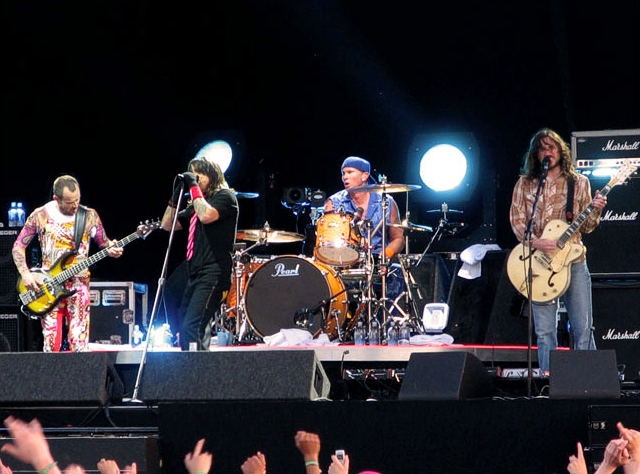
I membri dei Red Hot Chili Peppers hanno vinto 2 volte in questa categoria: nel 2000 e nel 2007.

  - Scar Tissue, scritta da Flea, John Frusciante, Anthony Kiedis e Chad Smith, eseguita da Red Hot Chili Peppers
  - Angels Would Fall, scritta da Melissa Etheridge e John Shanks, eseguita da Melissa Etheridge
  - Special, scritta da Garbage, eseguita da Garbage
  - Room at the Top, scritta da Tom Petty, eseguita da Tom Petty and the Heartbreakers
  - The Promise, scritta da Bruce Springsteen, eseguita da Bruce Springsteen
- 2001
  - With Arms Wide Open, scritta da Scott Stapp e Mark Tremonti, eseguita da Creed
  - Kryptonite, scritta da Brad Arnold, Todd Harrell e Matt Roberts, eseguita da 3 Doors Down
  - Again, scritta da Lenny Kravitz, eseguita da Lenny Kravitz
  - Bent, scritta da Rob Thomas, eseguita da Matchbox Twenty
  - Californication, scritta da Flea, John Frusciante, Anthony Kiedis e Chad Smith, eseguita da Red Hot Chili Peppers
- 2002
  - Drops of Jupiter (Tell Me), scritta da Charlie Colin, Rob Hotchkiss, Pat Monahan, Jimmy Stafford e Scott Underwood, eseguita da Train
  - Jaded, scritta da Marti Frederiksen e Steven Tyler, eseguita da Aerosmith
  - Yellow, scritta da Guy Berryman, Jonny Buckland, Will Champion e Chris Martin, eseguita da Coldplay
  - Elevation, scritta da U2, eseguita da U2
  - Walk On, scritta da U2, eseguita da U2
- 2003
  - The Rising, scritta da Bruce Springsteen, eseguita da Bruce Springsteen
  - When I'm Gone, scritta da Brad Arnold, Todd Harrell, Chris Henderson e Matt Roberts, eseguita da 3 Doors Down
  - All My Life, scritta da Dave Grohl, Taylor Hawkins, Nate Mendel e Chris Shiflett, eseguita da Foo Fighters
  - I Stand Alone, scritta da Sully Erna, eseguita da Godsmack
  - Hero, scritta da Chad Kroeger, eseguita da Chad Kroeger ft. Josey Scott
- 2004
  - Seven Nation Army, scritta da Jack White, eseguita da The White Stripes
  - Bring Me to Life, scritta da David Hodges, Amy Lee e Ben Moody, eseguita da Evanescence
  - Someday, scritta da Chad Kroeger, Mike Kroeger, Ryan Peake e Ryan Vikedal, eseguita da Nickelback
  - Disorder in the House, scritta da Jorge Calderón e Warren Zevon, eseguita da Bruce Springsteen e Warren Zevon
  - Calling All Angels, scritta da Charlie Colin, Pat Monahan, Jimmy Stafford e Scott Underwood, eseguita da Train
- 2005
  - Vertigo, scritta da Bono, Adam Clayton, The Edge e Larry Mullen, eseguita da U2
  - American Idiot, scritta da Billie Joe Armstrong, Mike Dirnt e Tré Cool, eseguita da Green Day
  - Somebody Told Me, scritta da Brandon Flowers, Dave Keuning, Mark Stoermer e Ronnie Vannucci, eseguita da The Killers
  - Float On, scritta da Isaac Brock, Dann Gallucci, Eric Judy e Benjamin Weikel, eseguita da Modest Mouse
  - Fall to Pieces, scritta da Duff McKagan, Dave Kushner, Slash, Matt Sorum e Scott Weiland, eseguita da Velvet Revolver
- 2006
  - City of Blinding Lights, scritta da Bono, Adam Clayton, The Edge e Larry Mullen, eseguita da U2
  - Speed of Sound, scritta da Guy Berryman, Jonny Buckland, Will Champion e Chris Martin, eseguita da Coldplay
  - Best of You, scritta da Dave Grohl, Taylor Hawkins, Nate Mendel e Chris Shiflett, eseguita da Foo Fighters
  - Devils & Dust, scritta da Bruce Springsteen, eseguita da Bruce Springsteen
  - Beverly Hills, scritta da Rivers Cuomo, eseguita da Weezer
- 2007
  - Dani California, scritta da Flea, John Frusciante, Anthony Kiedis e Chad Smith, eseguita da Red Hot Chili Peppers
  - Someday Baby, scritta da Bob Dylan, eseguita da Bob Dylan
  - When You Were Young, scritta da Brandon Flowers, Dave Keuning, Mark Stoermer e Ronnie Vannucci, eseguita da The Killers
  - Chasing Cars, scritta da Nathan Connolly, Gary Lightbody, Jonny Quinn  e Tom Simpson, eseguita da Snow Patrol
  - Lookin' for a Leader, scritta da Neil Young, eseguita da Neil Young
- 2008
  - Radio Nowhere, scritta da Bruce Springsteen, eseguita da Bruce Springsteen
  - It's Not Over, scritta da Chris Daughtry, Gregg Wattenberg, Mark Wilkerson e Brett Young, eseguita da Daughtry
  - The Pretender, scritta da Dave Grohl, Taylor Hawkins, Nate Mendel e Chris Shiflett, eseguita da Foo Fighters
  - Icky Thump, scritta da Jack White, eseguita da The White Stripes
  - Come On, scritta da Lucinda Williams, eseguita da Lucinda Williams
- 2009
  - Girls in Their Summer Clothes, scritta da Bruce Springsteen, eseguita da Bruce Springsteen
  - Violet Hill, scritta da Guy Berryman, Jonny Buckland, Will Champion e Chris Martin, eseguita da Coldplay
  - I Will Possess Your Heart, scritta da Ben Gibbard, Nick Harmer, Jason McGerr, Chris Walla, eseguita da Death Cab for Cutie
  - Sex on Fire, scritta da Kings of Leon, eseguita da Kings of Leon
  - House of Cards, scritta da Radiohead, eseguita da Radiohead

### Anni 2010
- 2010[1]

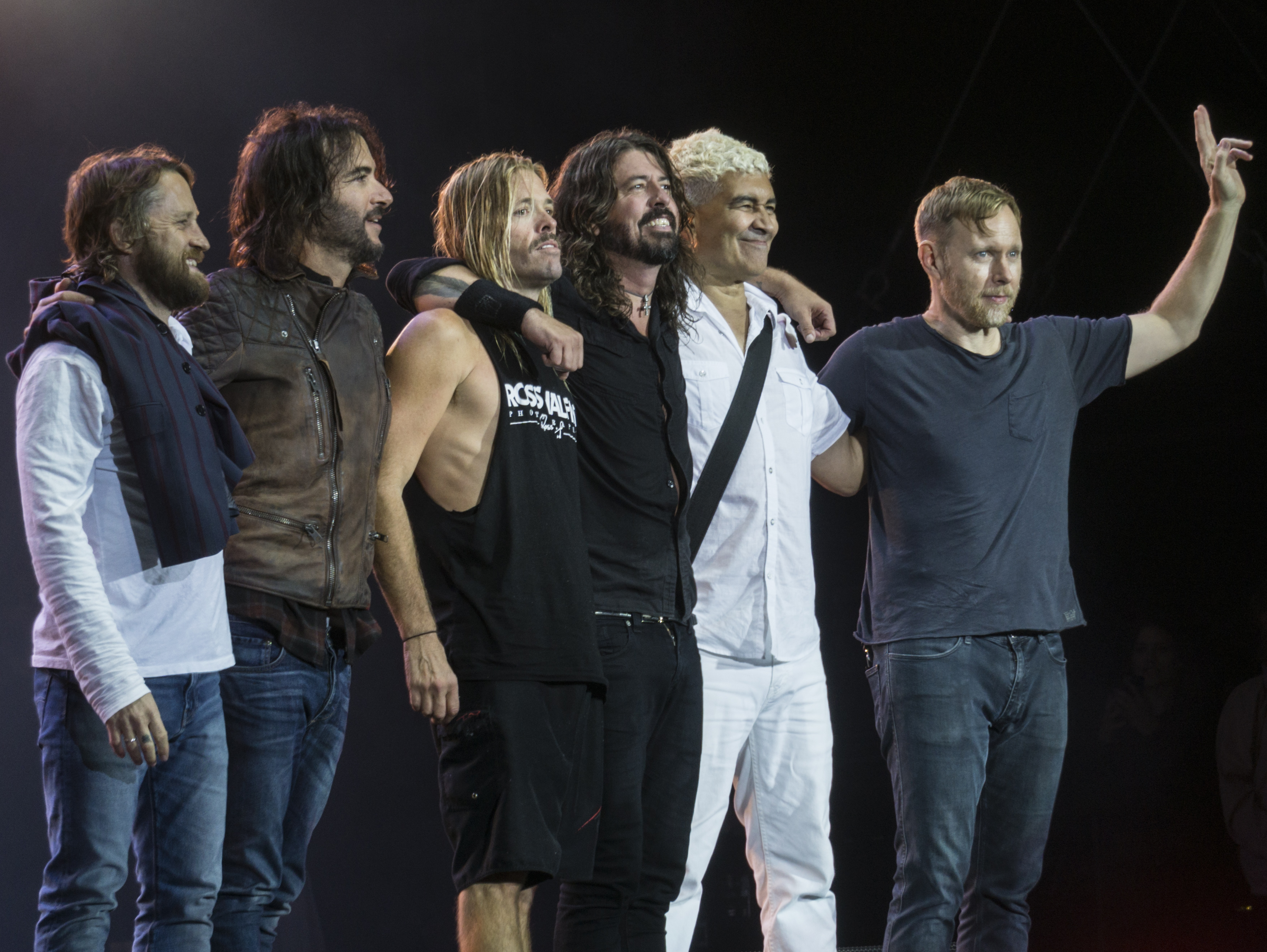
I membri dei Foo Fighters sono tra le persone più premiate in questa categoria. Dave Grohl e Pat Smear hanno vinto 4 premi, mentre Taylor Hawkins, Nate Mendel e Chris Shiflett hanno vinto 3 premi.

  - Use Somebody, scritta da Kings of Leon, eseguita da Kings of Leon
  - 21 Guns, scritta da Billie Joe Armstrong, Mike Dirnt e Tré Cool, eseguita da Green Day
  - The Fixer, scritta da Matt Cameron, Stone Gossard, Mike McCready ed Eddie Vedder, eseguita da Pearl Jam
  - Working on a Dream, scritta da Bruce Springsteen, eseguita da Bruce Springsteen
  - I'll Go Crazy If I Don't Go Crazy Tonight, scritta da Bono, Adam Clayton, The Edge e Larry Mullen, eseguita da U2
- 2011[2]
  - Angry World, scritta ed eseguita da Neil Young
  - Tighten Up, scritta da Dan Auerbach e Patrick Carney, eseguita da The Black Keys
  - Radioactive, scritta da Caleb Followill, Jared Followill, Matthew Followill e Nathan Followill, eseguita da Kings of Leon
  - Little Lion Man, scritta da Ted Dwane, Ben Lovett, Marcus Mumford e "Country" Winston Marshall, eseguita da Mumford & Sons
  - Resistance, scritta da Matthew Bellamy, eseguita da Muse
- 2012
  - Walk, scritta da Dave Grohl, Taylor Hawkins, Nate Mendel, Chris Shiflett e Pat Smear, eseguita da Foo Fighters
  - Every Teardrop Is a Waterfall, scritta da Guy Berryman, Jonny Buckland, Will Champion e Chris Martin, eseguita da Coldplay
  - The Cave, scritta da Ted Dwane, Ben Lovett, Marcus Mumford e Country Winston, eseguita da Mumford & Sons
  - Down by the Water, scritta da Colin Meloy, eseguita da The Decemberists
  - Lotus Flower, scritta da Colin Greenwood, Jonny Greenwood, Ed O'Brien, Philip Selway e Thom Yorke, eseguita da Radiohead
- 2013[3]
  - Lonely Boy, scritta da Dan Auerbach, Brian Burton e Patrick Carney, eseguita da The Black Keys
  - Madness, scritta da Matthew Bellamy, eseguita da Muse
  - I Will Wait, scritta da Ted Dwane, Ben Lovett, Winston Marshall e Marcus Mumford, eseguita da Mumford & Sons
  - We Take Care of Our Own, scritta da Bruce Springsteen, eseguita da Bruce Springsteen
  - Freedom at 21, scritta ed eseguita da Jack White
- 2014
  - Cut Me Some Slack, scritta da Dave Grohl, Paul McCartney, Krist Novoselic e Pat Smear, eseguita da Dave Grohl, Paul McCartney, Krist Novoselic e Pat Smear
  - Panic Station, scritta da Matthew Bellamy, eseguita da Muse
  - God Is Dead?, scritta da Geezer Butler, Tony Iommi ed Ozzy Osbourne, eseguita da Black Sabbath
  - Ain't Messin 'Round, scritta ed eseguita da Gary Clark Jr.
  - Doom and Gloom, scritta da Mick Jagger e Keith Richards, eseguita da The Rolling Stones
- 2015[4]
  - Ain't It Fun, scritta da Hayley Williams e Taylor York, eseguita da Paramore
  - Gimme Something Good, scritta ed eseguita da Ryan Adams
  - Fever, scritta da Dan Auerbach, Brian Burton e Patrick Carney, eseguita da The Black Keys
  - Blue Moon, scritta ed eseguita da Beck
  - Lazaretto, scritta ed eseguita da Jack White
- 2016
  - Don't Wanna Fight, scritta da Alabama Shakes, eseguita da Alabama Shakes
  - Ex's & Oh's, scritta da Dave Bassett ed Elle King, eseguita da Elle King
  - Hold Back the River, scritta da Iain Archer e James Bay, eseguita da James Bay
  - Lydia, scritta da Richard Meyer, Ryan Meyer e Johnny Stevens, eseguita da Highly Suspect
  - What Kind of Man, scritta da John Hill, Tom Hull e Florence Welch, eseguita da Florence and the Machine
- 2017
  - Blackstar, scritta ed eseguita da David Bowie
  - Burn the Witch, scritta da Radiohead, eseguita da Radiohead
  - Hardwired, scritta da James Hetfield e Lars Ulrich, eseguita da Metallica
  - Heathens, scritta da Tyler Joseph, eseguita da Twenty One Pilots
  - My Name Is Human, scritta da Richard Meyer, Ryan Meyer e Johnny Stevens, eseguita da Highly Suspect
- 2018
  - Run, scritta da Dave Grohl, Taylor Hawkins, Rami Jaffee, Nate Mendel, Chris Shiflett e Pat Smear, eseguita da Foo Fighters
  - Atlas, Rise!, scritta da James Hetfield e Lars Ulrich, eseguita da Metallica
  - Blood In the Cut, scritta da K.Flay e Justin Daly, eseguita da K.Flay
  - Go to War, scritta da Nothing More, eseguita da Nothing More
  - The Stage, scritta da Avenged Sevenfold, eseguita da Avenged Sevenfold
- 2019
  - Masseduction, scritta da Jack Antonoff ed St. Vincent, eseguita da St. Vincent
  - Black Smoke Rising, scritta da Jacob Thomas Kiszka, Joshua Michael Kiszka, Samuel Francis Kiszka e Daniel Robert Wagner, eseguita da Greta Van Fleet
  - Jumpsuit, scritta da Tyler Joseph, eseguita da Twenty One Pilots
  - Mantra, scritta da Jordan Fish, Matthew Kean, Lee Malia, Matthew Nicholls ed Oliver Sykes, eseguita da Bring Me the Horizon
  - Rats, scritta da Tom Dalgety ed A Ghoul Writer, eseguita da Ghost

### Anni 2020
- 2020

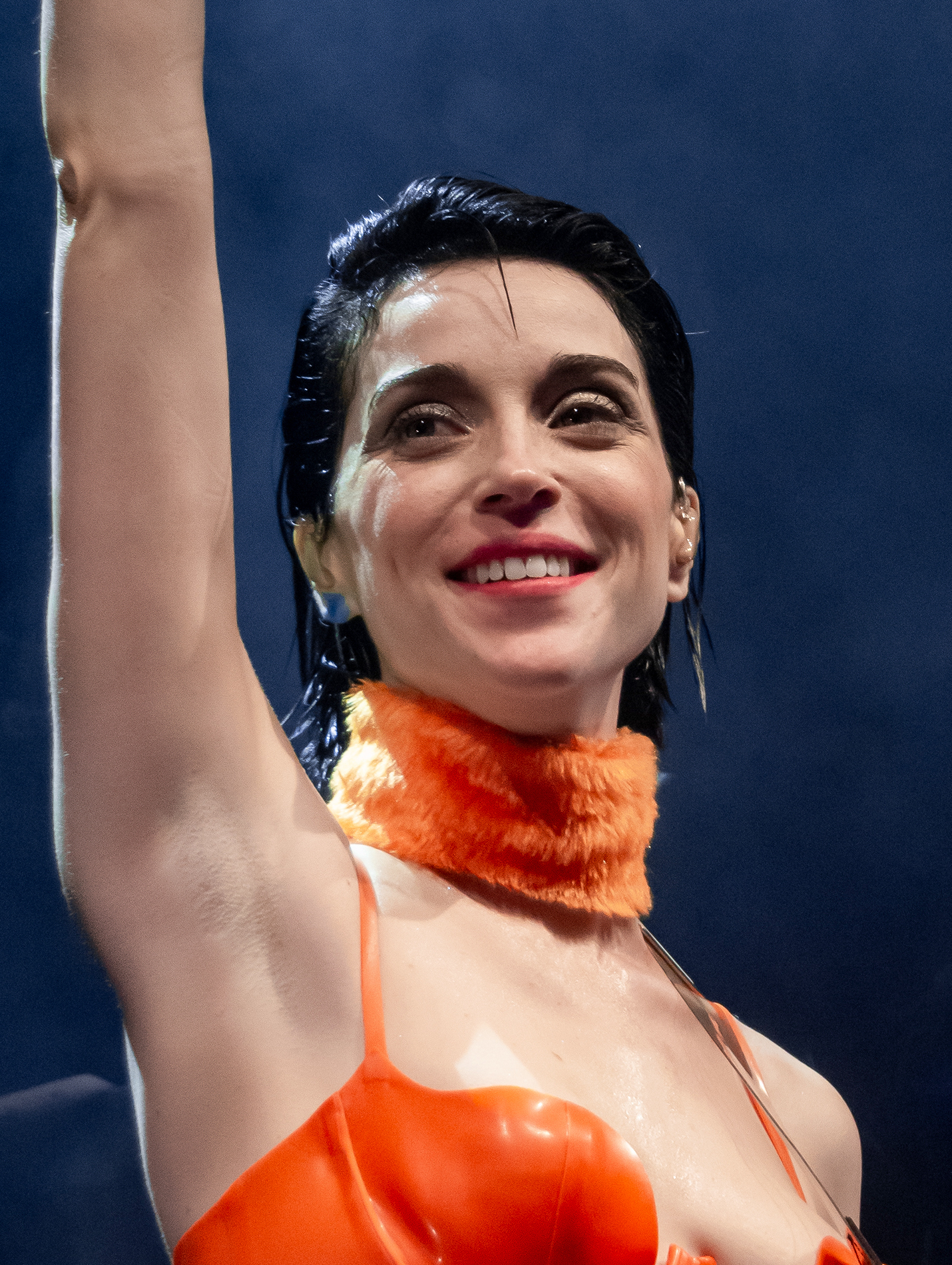
St. Vincent ha vinto 2 volte in questa categoria.

  - This Land, scritta ed eseguita da Gary Clark Jr.,
  - History Repeats, scritta ed eseguita da Brittany Howard
  - Harmony Hall, scritta da Ezra Koenig, eseguita da Vampire Weekend
  - Give Yourself A Try, scritta da George Daniel, Adam Hann, Matthew Healy e Ross MacDonald, eseguita da The 1975
  - Fear Inoculum, scritta da Danny Carey, Justin Chancellor, Adam Jones e Maynard James Keenan, eseguita da Tool
- 2021
  - Stay High, scritta ed eseguita da Brittany Howard
  - Kyoto, scritta da Phoebe Bridgers, Morgan Nagler e Marshall Vore, eseguita da Phoebe Bridgers
  - Lost in Yesterday, scritta da Kevin Parker, eseguita da Tame Impala
  - Not, scritta da Adrianne Lenker, eseguita da Big Thief
  - Shameika, scritta ed eseguita da Fiona Apple
- 2022
  - Waiting on a War, scritta da Dave Grohl, Taylor Hawkins, Rami Jaffee, Nate Mendel, Chris Shiflett e Pat Smear, eseguita da Foo Fighters
  - All My Favorite Songs, scritta da Rivers Cuomo, Ashley Gorley, Ben Johnson ed Ilsey Juber, eseguita da Weezer
  - The Bandit, scritta da Caleb Followill, Jared Followill, Matthew Followill e Nathan Followill, eseguita da Kings Of Leon
  - Distance, scritta ed eseguita da Wolfgang van Halen
  - Find My Way, scritta ed eseguita da Paul McCartney
- 2023[5]
  - Broken Horses, scritta da Brandi Carlile, Phil Hanseroth e Tim Hanseroth, eseguita da Brandi Carlile
  - Black Summer, scritta da Flea, John Frusciante, Anthony Kiedis e Chad Smith, eseguita da Red Hot Chili Peppers
  - Blackout, scritta da Brady Ebert, Daniel Fang, Franz Lyons, Pat McCrory e Brendan Yates, eseguita da Turnstile
  - Harmonia's Dream, scritta da Robbie Bennett ed Adam Granduciel, eseguita da The War on Drugs
  - Patient Number 9, scritta da Ozzy Osbourne, Chad Smith, Ali Tamposi, Robert Trujillo ed Andrew Wotman, eseguita da Ozzy Osbourne ft. Jeff Beck
- 2024[6][7]
  - Not Strong Enough, scritta da Julien Baker, Phoebe Bridgers e Lucy Dacus, eseguita da Boygenius
  - Rescued, scritta da Dave Grohl, Rami Jaffee, Nate Mendel, Chris Shiflett e Pat Smear, eseguita da Foo Fighters
  - Ballad of a Homeschooled Girl, scritta da Dan Nigro e Olivia Rodrigo, eseguita da Olivia Rodrigo
  - Emotion Sickness, scritta da Dean Fertita, Joshua Homme, Michael Shuman, Jon Theodore e Troy Van Leeuwen, eseguita da Queens of the Stone Age
  - Angry, scritta da Mick Jagger, Keith Richards e Andrew Watt, eseguita da The Rolling Stones

- 2025[8]
  - Broken Man – Annie Clark, autore (St. Vincent)
  - Beautiful People (Stay High) – Dan Auerbach, Patrick Carney, Beck Hansen e Daniel Nakamura, autori (The Black Keys)
  - Dark Matter – Jeff Ament, Matt Cameron, Stone Gossard, Mike McCready, Eddie Vedder e Andrew Watt, autori (Pearl Jam)
  - Dilemma – Billie Joe Armstrong, Tré Cool e Mike Dirnt, autori (Green Day)
  - Gift Horse – Jon Beavis, Mark Bowen, Adam Devonshire, Lee Kiernana e Joe Talbot, autori (Idles)